# Carmen de Carupa
Carmen de Carupa – miasto w Kolumbii, w departamencie Cundinamarca.